# Neoneura lucas
Neoneura lucas – gatunek ważki z rodziny łątkowatych (Coenagrionidae).